# 愛してる…
『愛してる...』（あいしてる）は、小松未歩の15枚目のシングル。2001年12月5日にGIZA studioより発売された。規格品番はGZCA-2023。

## 概要
- 恋人に対する愛情を素直に伝えたい気持ちをテーマに楽曲制作された。この作品よりフルサイズのプロモーションビデオが制作されている。
- タイトル曲のリミックスも収録されている。
- リミックスアルバム『小松未歩 WONDERFUL WORLD 〜SINGLE REMIXES & MORE〜』にも「愛してる... <thick mist. thick mix>」として、タイトル曲のリミックスが収録されている。

## 収録曲
全作詞・作曲／小松未歩 全編曲／大賀好修
1. 愛してる...
出版者:ギザミュージック
2. 足掻き
出版者:ギザミュージック
3. 愛してる... 〜inlaid with love mix〜
出版者:ギザミュージック
4. 愛してる... 〜instrumental〜
5. 足掻き 〜instrumental〜

## 楽曲の収録アルバム
- 『小松未歩 5 〜source〜』(#1,2）
- 『小松未歩 ベスト 〜once more〜』(#1)
- 『For you…～花・卒業ソング～』（配信限定アルバム）(#1)